# Cortaderia nitida
Cortaderia nitida là một loài thực vật có hoa trong họ Hòa thảo. Loài này được (Kunth) Pilg. mô tả khoa học đầu tiên năm 1906.